# テルモトガ門
テルモトガ門（-もん、Thermotogae、サーモトーガ門）は、グラム陰性桿菌、好熱性の細菌群を含む門である。熱水噴出孔や油田近傍に生息し、有機物を発酵する。系統的に他の細菌門とはかなり離れている。テルモトガの名称は、ギリシア語で「熱い」を意味するテルモ-と、桿菌の両端ないしは片側に持つ鞘状の構造が古代ローマのトガに例えられたことに由来する。
2018年現在、この門には12属51種が属す。ほぼ全てが嫌気条件下40-80°C程度で有機物を発酵する好熱性の偏性嫌気性従属栄養生物である。多くの場合硫黄を最終電子受容体に使用する。細胞表層構造は独特で、トガと呼ばれる鞘状の構造を持つ。このトガは、一般的なグラム陰性菌の外膜と相同の構造とみなされるが、それとは異なるという見解もある。細胞壁がリゾチームにより分解を受けるという点でも通常のグラム陰性菌とは異なっている。大抵は鞭毛を有している。
この門の中ではThermotoga maritimaが最も広く知られる。T. maritimaは至適増殖温度が80°C、最高増殖温度が90°Cもあり、細菌類の中ではAquifex（アクウィフェクス門）に次いで好熱性が強い。嫌気性菌であることを含めてもAquifexに比べ培養が遥かに容易なこともあり、広く研究に使用されている。

## 下位分類
テルモトガ綱 Thermotogae
- テルモトガ目 Thermotogales
  - テルモトガ科 Thermotogaceae
    - Thermotoga - Fervidobacterium - Thermosipho
- コスモトガ目 Kosmotogales
  - コスモトガ科 Kosmotogaceae
    - Kosmotoga - Mesotoga
- メソアキディトガ目 Mesoaciditogales
  - メソアキディトガ科 Mesoaciditogaceae
    - Athalassotoga - Mesoaciditoga
- ペトロトガ目 Petrotogales
  - ペトロトガ科 Petrotogaceae
    - Defluviitoga - Geotoga - Marinitoga - Oceanotoga - Petrotoga